# デルソル2
デルソル2は、2000年にエレコが開発・販売した、B+CTタイプのパチスロ機である。

## 概要
同社のCT機・アステカの後継機として登場し、アステカのゲーム性に4thリールと大量獲得という要素が加えられた。
CT時の打ち方もアステカ同様、音楽が変わるまで左リールにデルソル（2連続の1リール配当絵柄。下の絵柄が下段に止まれば15枚）を狙い、音楽が変わった後は小ビン（3枚役）や帽子（6枚役）で純増枚数が規定枚数（200枚）を超過しないように維持する（最大150ゲーム）方法となる。リール制御は第1停止リールのみ制御あり。

### ビッグボーナス
ビッグボーナスは2種類用意されている。
チャレンジビッグ
白7もしくは青7の3つ揃い。高確率のデルソル絵柄（15枚役）を狙い、リプレイはずしを行えば平均400枚獲得可能。
はずし方は1回目のJACゲーム後、左リール以外から停止し、最後に左リールにデルソル絵柄を狙うことで同時成立を回避するためにはずせる。（もしくは小役獲得、帽子フラグ時は青7付近を狙わないとこぼしてしまう）
ノーマルビッグ
色違いの7揃い。同様にリプレイはずしを行えば平均280枚獲得可能。これは9枚役の帽子フラグ比率が多いためである。
ビッグとCT抽選の関係
CT抽選に関してはアステカに存在したCTルーレットは廃止された（CT当選時はビッグ終了後即座にCT開始する）。
チャレンジビッグの殆どがCTに突入する。内部的には純粋なチャレンジビッグ入賞＝CT当選であり、大量獲得+CTで平均600枚獲得可能である。逆に、純粋なノーマルビッグはCT非当選が確定してしまうのだが、小ビンやデルソルのフラグが同時に成立している時に7を揃えようとすると、通常時には揃わない同色7が揃いチャレンジビッグに変換できる。しかし、変換したところでCTには突入せず、小ビン、デルソルのフラグが元々高確率でないので、変換打法に実用性はあまりない（変換するまでに消費するコインを考慮すると理論値では即座にノーマルビッグを揃えた方が得である）。
また変換打法に対して逆変換も存在し、純粋に同色7が揃えられる状況（CT当選）でありながら色違いが揃いビッグボーナス終了後にCT突入というケースのことをいう。これは、デルソル2のスベリが特殊なため順押しで揃えようとした際に起こる結果であり、純粋にビッグの獲得枚数の差の分だけ損をするので確実にチャレンジビッグが獲れるようにハサミ打ちで揃えるのが望ましい。

### ゲームソフト
2000年10月26日にアルゼよりネオジオポケット用のゲームソフト「パチスロ アルゼ王国ポケット DELSOL2」が発売されている。